# Ľuboreč
Ľuboreč (in ungherese Nagylibercse, in tedesco Libertschen) è un comune della Slovacchia facente parte del distretto di Lučenec, nella regione di Banská Bystrica.
È città natale del letterato Ján Benedikti e dello scrittore Ľudovít Maróthy.